# Cayena (escultura)
Cayena es una escultura venezolana ubicada en la ladera sur del Distribuidor Los Ruices de la autopista Francisco Fajardo de Caracas y que forma parte del proyecto Viarte ejecutado en el marco del plan de Soluciones Viales para Caracas.
Como parte de los trabajos de ampliación y mejora de la infraestructura vial del área metropolitana de Caracas, el Ministerio del Poder Popular para el Transporte Terrestre y Obras Públicas bajo la rectoría de Haiman El Troudi propuso ejecutar un plan de mejoramiento ornamental de las vías terrestres con la instalación de un museo al aire libre.
Esta obra es creación del artista plástico venezolano Luben Damianoff quien empleó 180 láminas de metal de 2,5 milímetros de grosor y unas dimensiones de 5,5 metros de altura, 4 metros de ancho y 4,28 metros de largo, pintada de color rojo que representa la flor de cayena, típica en la vegetación venezolana.
Cayena acompaña a la escultura Flor Sideral que se encuentra en la ladera norte del Distribuidor Los Ruices, del escultor Rafael Martínez.
Su inauguración fue el 14 de abril de 2014.